# Rodolfo Baltiérrez
Rodolfo Baltiérrez, político argentino que fue titular de la Secretaría de Información Pública durante el gobierno de facto de Leopoldo Fortunato Galtieri, en el marco de la dictadura autodenominada «Proceso de Reorganización Nacional».

## Embajador en Panamá
Fue nombrado por Jorge Rafael Videla embajador de la Argentina en la República de Panamá el 6 de agosto de 1976, por decreto n.º 1665.

## Secretario de Información Pública
Fue designado por Galtieri secretario de Información Pública, a través del Decreto N.º 13 del 22 de diciembre de 1981 (publicado en el Boletín Oficial el 24 del mismo mes y año).
Durante la Guerra de las Malvinas (abril-junio de 1982), le tocó el manejo de la propaganda del régimen.
Tras la dimisión de Galtieri, renunció a su cargo, la cual fue aceptada por el presidente interino de facto Alfredo Saint-Jean el 30 de junio de 1982 (Decreto N.º 1246, publicado el 5 de julio).